# 石田拳智
石田 拳智（いしだ けんち、1996年12月3日 - ）は、日本の経営者、プロデューサー。esports team αD 、is N'eatの代表を務める。別名：超無課金（ちょうむかきん）。愛称：むかたん。出身地は滋賀県彦根市。

## 人物
- esports team αD 代表 [1]

- is N'eat (TikTokライバー事務所) 代表

- ONE REVIEW entertainment 代表[2]

- 株式会社アルファディ 、株式会社Next the Next、株式会社ディーオペレーション､株式会社テクニカルD、株式会社ワンレビュー、株式会社イズニート 代表取締役社長[3]

- 個人YouTubeチャンネル

・『天才むかたん』
活動名である『超無課金』の名前の由来は、荒野行動を初めてプレイした2018年の3月ごろ、フェラーリ（ゲーム内の車両スキンの1つで、外見からフェラーリと呼ばれている。当時の荒野行動にはフェラーリという車しかなかった）を複数回ガチャで当てて金色にしていたので、それ以上課金する必要性がなくなり、金色のフェラーリに乗っているのに名前は超無課金という、いわゆるギャップ萌えが名前の由来としている。
また、石田拳智は、荒野行動を始めたきっかけを「知名度があったらできる、プラスになるようなことをしていたので、知名度を上げるために、日本で最もユーザーの多いオンラインゲームだと聞いた荒野行動を始めましたね。」と話し、「荒野行動で有名になってYouTubeで活動したいと考えた」と答えている。
ゲーム実況者であり、自身も「ぶっ飛んだ人が好き」といいながら、馬鹿話からもeスポーツやビジネスのことに切り替えて話ができる人と周囲からは評価されている。
また、Crazy Raccoonオーナーのリテイルローのおじさんや、ZETA DIVISION代表の西原大輔、FENNELオーナー堀田マキシムなどの同業のeスポーツチームの代表のみならず、ジャニーズグループSixTONESの田中樹や、TOBE創設者の滝沢秀明、YouTuberのヒカルや青汁王子などの多彩な人脈の持ち主として知られている。
またのライバーとしても有名で、TikTok Liveでの様々なイベントに参加しており、配信中に投げられた額は1ヶ月で3億円超えである。

## 来歴
2018年
- 4月8日、『Twitter』を開設(@tyoumukakin)。
- 4月18日、自身の『YouTube』チャンネルを開設。
- 8月6日、新しいTwitterアカウントを開設(@mukakin1203)。
- 9月26日、後のメンバーであるでぃふぇあからesports teamの設立を提案され、「esports team αD」を設立、代表となった。選手として、でぃふぇあ（Defeat）、61ue（ぶるー）、Noob（芝刈り機〆抜武）、すとろんぐ（芝刈り機〆強弱）、Abu（芝刈り機〆危！）、ZIZIの５名が、また監督としてBockyが加入した。

2019年
- 1月9日、荒野行動では初となる本格的なeスポーツリーグ「KWL (Knives Out Wednesday League)」を開催。参加チーム募集ツイートのリプライの「いいね」数で出場資格を得られるなど、独自の仕組みをとっている。このような形で運営に関わっている理由として「やる気があって、がんばりたいと思っている人の応援をしたかったから」とインタビューで述べている。
- 4月1日、荒野行動公認実況者に就任。
- 5月15日、株式会社アルファディレクトを設立。esports team αDをプロゲーミングチーム化させる。

2020年
- 2月12日、初めてのオリジナルソングである『愛を』を自身のYouTubeに投稿。初のミリオン再生を突破した。
- 3月、eスポーツの現状に対し「選手活動終了後のセカンドライフの確立」「賞金で選手が生計を立てられるようにする」「選手ファーストな大会・イベントの開催」という3つの課題をたて、その実現のために新法人Next the Nextを設立した。その後、放送技術を取り扱う『株式会社テクニカルD』、『株式会社ディーオペレーション』などの会社を設立。
- 8月1日、九州豪雨での被災地への募金を目的とした『復興支援大会』を開催。総額100万円以上のスーパーチャットが送られ、全額日本赤十字社へ寄付された。
- 9月1日、αD Barがオープン。
- 12月30日、荒野行動公認実況者を引退。。

2021年
- 1月6日、KWL本戦の実況を2年ぶりに務め、最大同時接続者数が過去最大の31,000人を記録した。
- 6月26日、SONY MUSIC 所属アーティストの『UNIONE』とαDがコラボ。～RUN fest.超無課金～が発売される。
- 7月8日、芸能事務所である株式会社『アローズエンタテインメント』のタレント1部に所属し、本格的にTV出演、アーティスト活動をしていくと自身のTwitterで表明した。タレントとしての活動は本名の「石田拳智」名義となる。

2022年
- 1月20日、自身の実写チャンネル『天才むかたん』で取り上げた「兵庫県尼崎市立尼崎双星高等学校」のいじめ隠蔽問題がエンタメ＆ライフスタイルニュースサイトモデルプレスのニュース記事に特集される 。
- 2月22日、自身の実写チャンネル『天才むかたん』で取り上げた「兵庫県尼崎市立尼崎双星高等学校」のいじめ隠蔽問題がニュースサイト朝日新聞デジタルのニュース記事に特集される 。
- 3月30日〜31日、自身のYouTubeチャンネル『天才むかたん』で取り上げた尼崎双星高校いじめ隠蔽事件が、関西テレビ、MBS NEWS、FNN NEWSにニュースとして報道される。
- 4月11日、AbemaTVの番組『AbemaPrime』の月一MCに就任(月曜日)。
- 6月、株式会社ワンレビューを設立。プロデュース事業、イベント事業を行う『ONE REVIEW entertainment』を立ち上げる。
- 7月14日、朝倉未来主催『Breaking Down 5』にαDとしてスポンサー契約を行う。

2023
- 5月、TikTokライバー向けのライバー事務所『is N'eat』を設立。

2024
- 1月9日、能登半島地震における復興支援として、避難所に必要な物資をわかりやすく知ることのできるWebサイト『Voice Road』を開設。
- 6月3日、RINDO entertainment × 超無課金のメンズコンカフェが、新宿歌舞伎町にオープンすることを発表。
- 7月、『is N'eat』の公式HPを開設。
- 7月14日、URBAN LIFE METROに『投げ銭3億の男』として掲載される。

- 8月9日、自身が代表を務める『is N'eat』のTikTok事務所としての売り上げランキングで、世界1位になったことをXで報告。
- 8月28日、アイドルグループ『NEWPOEM』のオーナーであることを公表する。

## 楽曲

### シングル

#### 1st 『 愛を 』
- 公開日：2020年2月12日 (YouTube)
- 作詞：PEACE from.ラップオバケ
- 作曲：PEACE from.ラップオバケ
- 販売業態：サブスクリプション(LINE MUSIC、Apple Music、Supotify、YouTube Musicなど)

#### 2nd 『 これ、あれ、それ 』
- 公開日：2020年3月26日 (YouTube)
- 作詞：PEACE from.ラップオバケ
- 作曲：PEACE from.ラップオバケ
- 販売業態：サブスクリプション(LINE MUSIC、Apple Music、Supotify、YouTube Musicなど)

#### 3rd 『 確かなもの〜2026〜 』
- 公開日：2020年6月1日 (YouTube)
- 作詞：PEACE from.ラップオバケ
- 作曲：PEACE from.ラップオバケ
- 販売業態：サブスクリプション(LINE MUSIC、Apple Music、Supotify、YouTube Musicなど)

#### 4th 『 集合チャイム 』
- 公開日：2020年8月12日 (YouTube)
- 作詞：PEACE from.ラップオバケ
- 作曲：PEACE from.ラップオバケ
- 販売業態：サブスクリプション(LINE MUSIC、Apple Music、Supotify、YouTube Musicなど)

#### 5th 『 愛と〜ワガママナアイシテル〜 』
- 公開日：2021年2月27日 (YouTube)
- 作詞：PEACE from.ラップオバケ
- 作曲：PEACE from.ラップオバケ
- 販売業態：サブスクリプション(LINE MUSIC、Apple Music、Supotify、YouTube Musicなど)

#### 6th 『 なんだかなぁ 』
- 公開日：2022年2月8日 (YouTube)
- 作詞：PEACE from.ラップオバケ
- 作曲：PEACE from.ラップオバケ
- 販売業態：サブスクリプション(LINE MUSIC、Apple Music、Supotify、YouTube Musicなど)

## ライブ

### ワンマンライブ
- 1st『 -kenchi- 1st ONE MAN Live ＋α 』(2021年12月5日、東京・赤羽ReNY)
- 2nd 『 ZERO 1 』(2022年4月15日、東京・Spotify O-WEST)

## 出演

### オフライン
- 『 TOKYO GAME SHOW 2019 』(2019年9月19日)
- 『 第1回桜美林大学新宿キャンパス大学祭 』(2019年11月10日)
- 『 ageHa at -ISLAND- Floor 』(2020年2月14日)
- 『 αDポップアップストア 』(2020年12月13～15日、2021年8月28～29日)
- 『 αD STORE 』(2022年1月15日〜16日)

### オンライン

#### 全国テレビ
- フジテレビ『 FNNプライム 』(2022年3月30日)

#### ローカルテレビ
- テレビ神奈川『 関内デビル 』(2021年11月11日)
- 関西テレビ『 報道ランナー 』(2022年3月29日)

#### ネット番組
- AbemaTV『 AbemaPrime 』(2021年7月29日、8月29日、10月31日、11月19日、12月8日、2022年1月12日、2月3日、2月23日、3月31日)※2022年4月11日より月曜週替わりMC[21]
- AbemaTV『 買えるバトルクラブ 』(2019年11月7日)
- OPENREC.tv SuperLive『 αD笑うと死亡ゴミ企画 』(2021年2月20日)

#### YouTube番組
- RAGE『 RAGE ASIA 2020 荒野行動-knives out- 』(2020年8月29日)
- 荒野行動-knives out『 荒野の光直通選手YouTube Speace見学生放送 』(2019年11月10日)
- 荒野行動-knives out『 第3回荒野high League 2月決勝戦 』(2020年2月29日)
- 荒野行動-knives out『 2020荒野Championship-王者の絆 王者決定戦 』(2020年5月31日)
- 荒野行動-knives out『 2021荒野Chanpionship-夢への道 王者決定戦 DAY1 』(2021年5月29日)
- 荒野行動-knives out『 荒野ELITE LEAGUE 年末決戦&12月決勝戦 DAY2 』(2021年12月26日)
- 荒野行動-knives out『 αD vs 芝刈り機！荒野行動2大チーム対抗戦！ 』(2022年1月3日)
- 荒野行動-knives out『 荒野の光SP、地方争奪戦まもなく開幕！ 』[22]。(2022年1月26日)